# أبيرتورا
بلدية أبيرتورا (بالإسبانية: Abertura)‏، هي بلدية تقع في مقاطعة قصرش والتي تقع في منطقة إكستريمادورا، غرب إسبانيا.
يبلغ عدد سكانها 509 نسمة وفقاً لإحصائية سنة (2002).